# أرو (بلدية فرنسية)
أرو هي بلدية فرنسية تقع في إقليم الأردين في منطقة غراند إيست.   

## المراجع

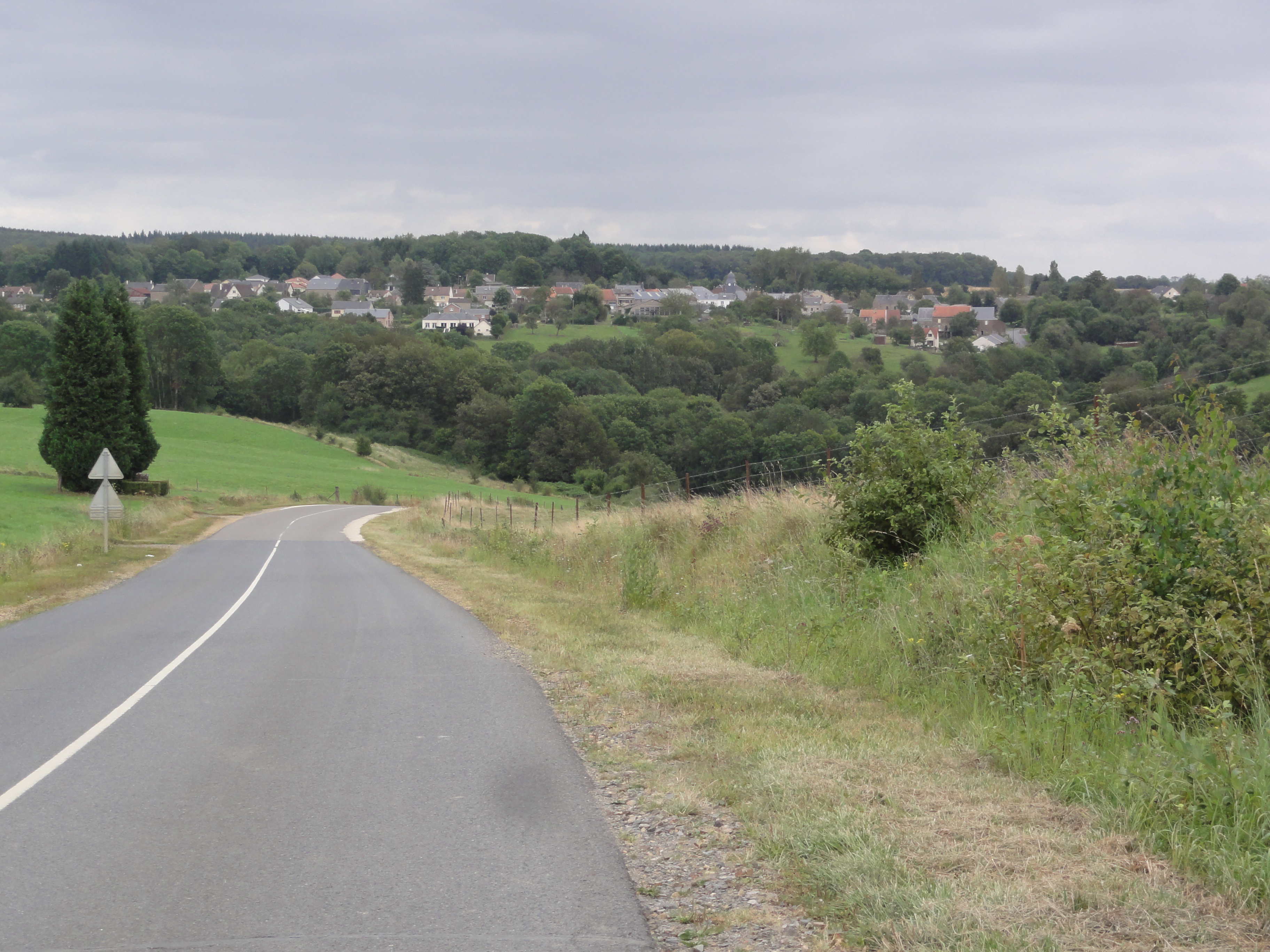
القرية من جهة الغرب.